# Mulberry Bend

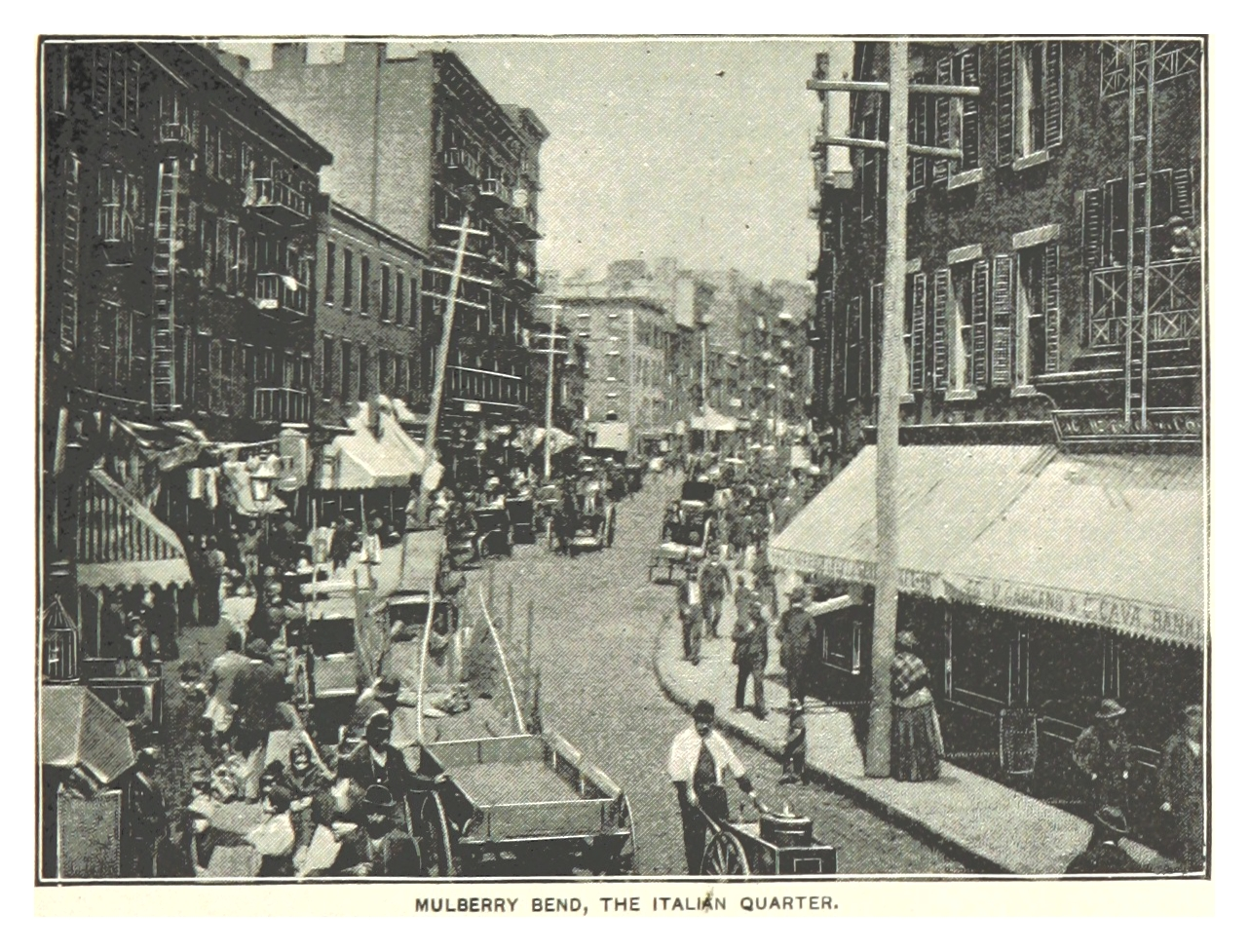
Mulberry Street viendo hacia el norte a Bayard Street, con el Mulberry Bend a la izquierda, c. 1890

Mulberry Bend (en inglés: "la curva de Mulberry") era un área que se desarrolló alrededor de una curva en el trayecto de la calle Mulberry en el infame vecindario de los Five Points en el bajo Manhattan, Nueva York (Estados Unidos). Se ubica en lo que hoy es el barrio chino de Manhattan.

## Límites
Estaba limitada por Bayard Street al norte, Cross Street (que en 1854 fue renombrada como Park Street) al sur, Orange Street (también renombrada en 1854 como Baxter Street) al oeste, y Mulberry Street al este. La "curva" en el trayecto de la vía se debía a la topografía original del área. Las calles Orange y Mulberry iban del sureste al noroeste y luego doblaban al norte haciendo un "codo" para evitar el Collect Pond y los pantanos adyacentes al oeste. Actualmente, Columbus Park ocupa esa área.

## Descripción
El Mulberry Bend era considerado una de las peores partes de los Five Points, con muchos callejones traseros como el "Cotarro del bandido", el "Callejón de la botella" y la "Fila del trapero". En 1897, debido en parte a los esfuerzos del fotoreportero danés Jacob Riis, el Mulberry Bend fue demolido y transformado en el Mulberry Bend Park. El espacio verde fue diseñado por Calvert Vaux. En 1911 fue renombrado como Columbus Park.
Aún existen unos pocos edificios de departamentos en el lado oriental de Mulberry Street que datan de la época anterior a la construcción del parque incluyendo el 48-50 Mulberry Street, mencionado en el libro de Riis Cómo vive la otra mitad.
Cross Street fue renombrada Mosco Street en 1982 en honor al activista comunitario del Lower East Side Frank Mosco. La sección de Cross Street entre las calles Mulberry y Baxter fue sacada del tendido de calles y añadida a Columbus Park junto con la plaza triangular entre las calles Cross y Worth. Worth Street, que fue originalmente tendida en 1859, se convirtió desde entonces en el límite sur del Columbus Park.
La siguiente cita es del libro de Jacob Riis Cómo vive la otra mitad:

"Donde Mulberry Street se tuerce como un codo dentro de la antigua depravación de los Five Points, se encuentra "la Curva", corazón fallido de los barrios bajos de Nueva York. Hace largos años, las vacas volviendo a casa de pastar trazaron un camino sobre esta colina. Ecos de campanilleos aún se escuchan, pero ellos ya no llaman recuerdos de pantanos verdes y campos de verano; ellos proclaman la vuelta de la carreta del ropavejero. En la memoria del hombre, el antiguo camino de ganado nunca ha sido otra que una vasta pocilga. Sólo hay una "Curva" en el mundo y es suficiente. Las autoridades de la ciudad, motivadas por las enfurecidas protestas de diez años de esfuerzos de reforma sanitaria, decidieron que es ya es demasiado y debieron ir. Otro Paradise Park tomará su lugar y dejará entrar la luz del sol y el aire para realizar esa transformación como en los Five Points, doblando la esquina de la siguiente cuadra. Nunca hubo más urgente necesidad de cambio. Alrededor de "la Curva" se agrupan los edificios de departamentos que están sellados juntos como malos, incluso para los optimistas del Departamento de Salud. Incesantes redadas no pueden controlar las muchedumbres que los han convertido en sus casas. En los registros de los callejones traseros, de las filas permanentes y desvíos escondidos de los que sólo el cobrador de alquileres puede llevar registro, ellos comparten tal albergue mientras las destartaladas estructuras soportan cada tipo de abominación saqueada de los basureros de la ciudad. Aquí, también, cerrando el paso a la luz, se esconde la inmunda bestia de la ociosidad deshonesta. "La Curva" es el hogar del vagabundo y del ropavejero".

## Edificios en "la Curva"
- 21 Baxter Street: Los Baxter Street Dudes fueron una pandilla callejera formada por antiguos canillitas y lustrabotas que administraron un improvisado teatro con equipamiento, accesorios y vestidos robados o rescatados en el sótano de un antro en el 21 Baxter Street durante los años 1870. Ellos llamaron a su emprendimiento el Grand Duke's Theatre, donde escribieron y actuaron obras de teatro, musicales y shows de variedades que fueron disfrutados por otros habitantes de la zona y de otros barrios marginales de la ciudad. Eventualmente cerraron por falta de pago del "impuesto al entretenimiento" cobrado por la ciudad.[3][4]
- 59 y 1/2 Baxter Street: La ubicación de un callejón conocido como "Cotarro del bandido" (en inglés: "Bandit's Roost"), inmortalizado en una fotografía del fotoreportero Jacob Riis.[5]
- 67 Orange Street: Almack's Dance Hall, propiedad del afroamericano Pete Williams. Fue ahí, también conocido como Pete Williams's Place, que Master Juba, un joven bailarín afroamericano, actuó a inicios de los años 1840. Juba fue influyente en el desarrollo de estilos de danza americanos como el claqué y el "step dancing". En 1842 el autor inglés Charles Dickens visitó Almack's en su recorrido por los Five Points. Ver bailar a Juba fue el único aspecto redimido que encontró en los Five Points.[6]